# سوون اولاویر گونارشون
سوون اولاویر گونارشون (ایسلندی: Sveinn Ólafur Gunnarsson؛ زادهٔ ۱۹۷۶ میلادی) نویسنده و بازیگر تئاتر، سینما و تلویزیون اهل ایسلند است.
از فیلم‌ها یا برنامه‌های تلویزیونی که وی در آن نقش داشته‌است، می‌توان به شهر شیشه‌ای، زندگی در تنگ ماهی، بگذار سقوط کنم، عمیق و قوچ‌ها اشاره کرد.